# Stabia Calcio a 5
L'Associazione Sportiva Stabia Calcio a 5 è stata una squadra italiana di calcio a 5 con sede a Castellammare di Stabia.

## Storia
Fondata nel 1992 ad Amalfi come Monsignor Marini Amalfi, la società ha assunto in seguito la denominazione Stabiamalfi. Disputa il primo campionato di Serie A nella stagione 2000/2001 fermandosi ai quarti di finale playoff.
Nel 2001/2002 cambia nome in A.S. Stabia Calcio a 5 e giunge seconda in regular season con 67 punti e perdendo in finale playoff con Prato. Nella stagione successiva (2002/2003) si classifica ottava in campionato, mentre, ai play.off esce al primo turno. Non si è iscritta nel campionato successivo, cedendo il titolo sportivo al neonato Napoli Calcio a 5. Nell'agosto 2013 alcuni dirigenti, già protagonisti della scalata della prima Monsignor Marini, rifondano la società con il nome originario, iscrivendola al campionato di Serie D.

## Cronistoria
| Cronistoria dello Stabia C5 |
| --- |
| - 1992 · Fondazione della Monsignor Marini Amalfi. - 1992-93 · ? in Serie C Campania. ? ai play-off promozione. Vince la Coppa Italia regionale (1º titolo). - 1993-94 · ? in Serie C Campania. Ripescata in Serie B. - 1994-95 · ? nel girone ? di Serie B. - 1995-96 · 11ª nel girone C di Serie B. - 1996 · Assume la denominazione Stabiamalfi. - 1996-97 · 4ª nel girone D di Serie B. - 1997-98 · 5ª nel girone D di Serie B. 'Promossa in Serie A2. Vince lo spareggio promozione. - 1998-99 · 9ª nel girone B di Serie A2. Retrocessa in Serie B, viene ripescata. Sconfitta ai play-out. Ottavi di finale di Coppa Italia. - 1999-00 · 5ª nel girone B di Serie A2. Promossa in Serie A. Vince i play-off promozione. Finalista di Coppa Italia di Serie A2. - 2000-01 · 8ª in Serie A. Quarti di finale play-off scudetto. Quarti di finale di Coppa Italia. - 2001 · Assume la denominazione Stabia C5. - 2001-02 · 2ª in Serie A. Finalista play-off scudetto. Semifinalista di Coppa Italia. - 2002-03 · 8ª in Serie A. 1º turno play-off scudetto. Quarti di finale di Coppa Italia. - 2003 · Scioglimento della società. |